# Narcissa Wright
Narcissa Wright (21 de julho de 1989) é uma speedrunner norte-americana e co-fundadora do site SpeedRunsLive, que permite que speedrunners corram um contra o outro em tempo real. Wright já foi detentora de recordes por conclusão mais rápida dos jogos The Legend of Zelda: The Wind Waker para GameCube, The Legend of Zelda: Ocarina of Time para iQue Player, Paper Mario para Wii pelo Virtual Console, e Castlevania 64 para Nintendo 64.
Wright já participou de vários eventos de speedrunning voltados à caridade, incluindo Awesome Games Done Quick e DreamHack 2014.

## Primeiros anos
Narcissa nasceu e foi criada em Stevens Point, Wisconsin. Ela mais tarde se mudou para Chicago, Illinois, para estudar no Columbia College Chicago, onde estudou design gráfico. Após se formar, Wright trabalhou como freelancer em design artístico e da Web.

## Carreira
Em 2006, Wright se interessou em glitches e erros exploráveis usados para concluir jogos em tempos menores do que o pretendido. Wright começou a ler discussões sobre speedruns de jogos, nos fóruns do Speed Demos Archive. Wright logo começou a fazer seus próprios speedruns, praticando jogos por horas, os mais notáveis sendo The Legend of Zelda: Ocarina of Time e The Legend of Zelda: The Wind Waker. Wright praticou ambos por horas enquanto transmitia ao vivo em sua conta do Twitch, criando uma grande audiência. Conforme a popularidade de Wright aumentava, ela começou a transmitir mais jogos, tais como Paper Mario e Castlevania 64.
Em 2009, Wright e Daniel "Jiano" Hart se juntaram para criar o site SpeedRunsLive. Os dois visavam criar "uma plataforma de speedrunning altamente desenvolvida" através de uma comunidade IRC comandada por um Racebot. O site logo começou a abrigar vários speedrunners que faziam transmissões ao vivo através do Twitch. Wright e vários outros membros do SpeedRunsLive participaram de vários eventos de caridade realizados pelo Speed Demos Archive, o mais notório sendo a Awesome Games Done Quick. Wright apoiou quase todos esses eventos, apresentando suas corridas durante as maratonas.
Wright também é uma notável jogadora de Super Smash Bros. Melee, tendo participado de torneios de Melee no EVO 2013 e 2014.
Em 2015, Wright foi convidada pela Nintendo a participar dos Nintendo World Championships junto a outros quinze jogadores. Ela conseguiu chegar na rodada final da competição, onde competiu contra John Numbers para chegar o mais longe possível em uma série de quatro fases de Super Mario Maker. Wright chegou na segunda posição do campeonato após ter dificuldade com uma seção no último estágio, e recebeu um New Nintendo 3DS XL autografado por Shigeru Miyamoto como prêmio de consolação.
Desde 2015, o canal de Wright gradualmente passou a se afastar de speedruns, com suas novas transmissões consistindo em maior parte em Super Smash Bros. for Wii U e Super Mario Maker.
Wright assumiu ser uma mulher transgênero em novembro de 2015, começando sua transição e mudando de nome para Narcissa. No dia 7 de abril de 2016, Wright temporariamente excluiu sua conta do Twitch, citando abuso e críticas. O canal voltou no dia 10 de abril.